# Братислав Живковић
Братислав Живковић (Лесковац, 28. новембар 1970) је бивши српски фудбалер, а садашњи фудбалски тренер.

## Играчка каријера
Каријеру је почео у лесковачкој Дубочици након чега је 1990. године прешао у Војводину.
У Црвеној звезди је наступао четири сезоне, од 1994. до 1998. године. Освојио је шампионску титулу 1995. године и три национална купа (1995, 1996. и 1997. године). За Звезду је одиграо 134 званичне утакмице и постигао девет голова, од којих се посебно издваја погодак против Барселоне на стадиону Камп ноу у Купу победника купова 1996. године, као и гол против Партизана у победи од 3:0 у првом мечу финала купа 1996. године на Маракани.
Каријеру је од 1998. наставио у италијанској Сампдорији. Наредних шест година је провео у овом клубу, од чега је у првој и последњој сезони играо у Серији А а преостале четири у Серији Б. Пред крај каријере се вратио у Србију и играо за београдски Обилић.
За репрезентацију СР Југославије је наступио шест пута. Дебитовао је 23. маја 1996. на Кирин Купу против Мексика (0:0), а последњи меч одиграо је против Аргентине (1:3) у пријатељском сусрету у Мар Дел Плати 25. фебруара 1998. године.

## Тренерска каријера
У јулу 2007, именован је за председника Дубочице из Лесковца.
Био је помоћник у првом тиму Црвене звезде код Здењека Земана. Водио је и пионире Црвене звезде, са којима је освојио шампионску титулу у сезони 2011/12. Убрзо након тога је преузео звездину филијалу Сопот, коју је предводио у Српској лиги Београд. У јануару 2013. се вратио у први тим Црвене звезде, овога пута као помоћник првом тренеру Александру Јанковићу. У сезони 2013/14. је као помоћник Славише Стојановића освојио титулу са црвено-белима. Након тога су два тренера наставили сарадњу и у белгијском Лирсу.
Крајем марта 2015, Живковић је постављен за тренера Вождовца, са циљем да избори опстанак у Суперлиги Србије. Успео је да обезбеди Вождовцу опстанак, након чега је потписао нови уговор са клубом. На клупи Вождовца је био до 7. новембра 2016, када је смењен након што је клуб забележио пет узастопних пораза у првенству. У јануару 2017. је преузео још једног суперлигаша, Радник из Сурдулице. Водио је Радник на само пет такмичарских мечева. Забележио је један реми и четири пораза, након чега је смењен. Током 2017. је радио и као помоћник Ненаду Сакићу у крушевачком Напретку.
У јуну 2018. је преузео омладинце Црвене звезде. Након једне полусезоне је напустио ову функцију и на позив Драгана Стојковића Пиксија је отишао у кинески Гуангџоу РФ да ради као помоћни тренер. У јулу 2020. је преузео суперлигаша Инђију. Водио је клуб у првих девет кола такмичарске 2020/21. Забележио је три победе и шест пораза, након чега је крајем септембра 2020. поднео оставку.

## Трофеји

### Црвена звезда
- Првенство СР Југославије (1) : 1994/95.
- Куп СР Југославије (3) : 1994/95, 1995/96, 1996/97.